# Tholey

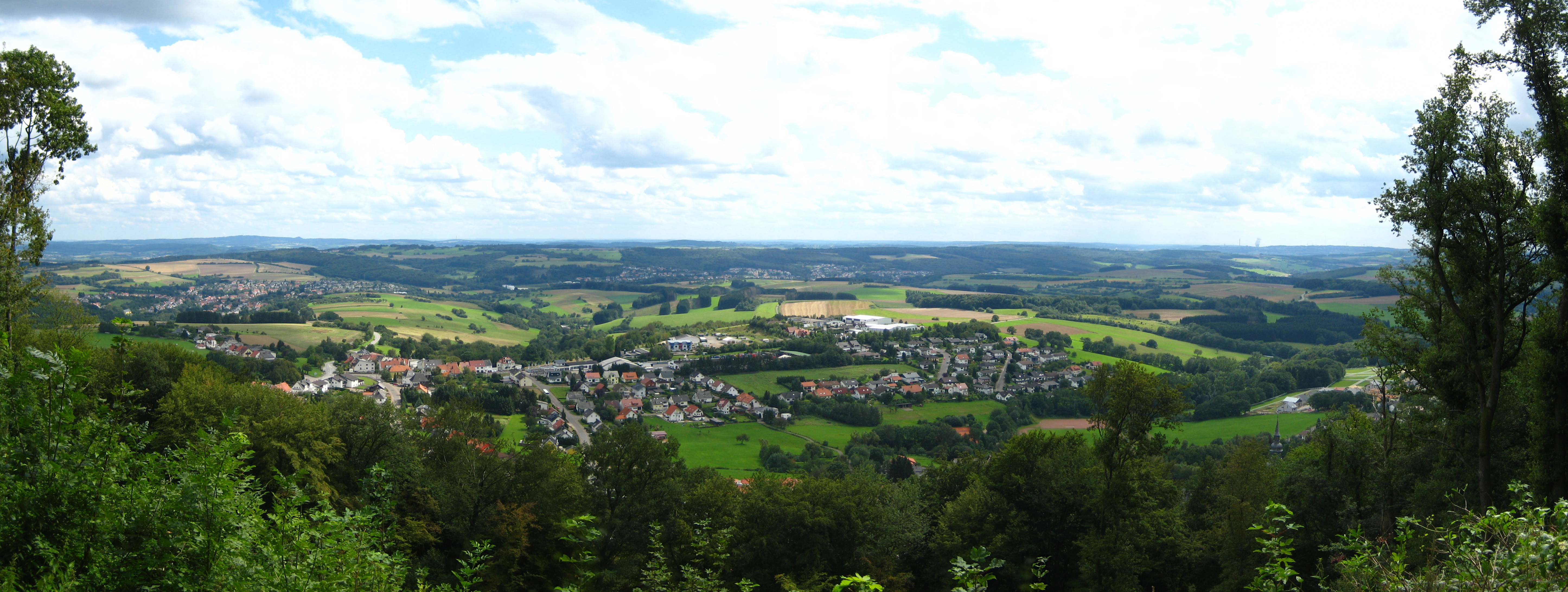
Tholey nhìn từ Schaumberg

Tholey  là một đô thị thuộc huyện Sankt Wendel, bang Saarland, Đức. Tholey có cự ly khoảng 10 km về phía tây Sankt Wendel và 30 km về phía bắc Saarbrücken.